# توم ماكورميك
توم ماكورميك (بالإنجليزية: Tom McCormick) (8 أغسطس 1890 بدوندالك في جمهورية أيرلندا - 6 يوليو 1916 في فرنسا) هو ملاكم أيرلندي، صنّف ضمن فئة وزن الويلتر.

## إحصائيات
خاض خلال مسيرته 21 نزالا، لم يتعادل .

## روابط خارجية
- توم ماكورميك على موقع بوكس ريك (الإنجليزية) (registration required)